# Oostelijke laaglandgorilla
De oostelijke laaglandgorilla of Grauergorilla (Gorilla beringei graueri) is een ondersoort van de oostelijke gorilla. Het voortbestaan van de soort wordt ernstig bedreigd.
In de jaren 1990 waren er nog 17.000 dieren, in 2016 nog 4.000; daarmee was de populatie ongeveer 77% gedaald. De Grauergorilla is de grootste ondersoort van de gorilla's. Hij heeft een gezet lichaam, grote handen en een kleine mond. Ondanks hun fors postuur eten oostelijke laaglandgorilla's alleen fruit en kruidachtig materiaal. 
De oostelijke laaglandgorilla wordt 1,20-1,90 m groot met een gewicht tot 200 kg. Hij leeft in lager gelegen tropisch regenwoud van het Congobekken in Oost-Kongo. De soort krijgt 1 jong per 4 jaar. Door de maatschappelijke onrust in DR Congo is het leefgebied, net als bij de berggorilla, sinds de jaren 1960 sterk verkleind. Door de onrust is de soort kwetsbaar voor stropers, ook in nationaal park Kahuzi-Biéga waar de grootste populatie Grauergorilla's leeft.
In tegenstelling tot de westelijke laaglandgorilla wordt de oostelijke laaglandgorilla zelden in gevangenschap gehouden in dierentuinen. In ZOO Antwerpen leeft sinds 1994 Amahoro, een oostelijke laaglandgorilla die in 1989 werd geboren. Een andere oostelijke laaglandgorilla, Victoria, werd in 1968 in deze dierentuin geboren en in 2016 aldaar op 47-jarige leeftijd geëuthanaseerd. Zij en haar dochter Isabelle (geboren in 1981, overleden in 1995) waren de enige oostelijke laaglangorilla's die ooit in gevangenschap zijn geboren. 